# Casseuil
Casseuil – miejscowość i gmina we Francji, w regionie Nowa Akwitania, w departamencie Żyronda.
Według danych na rok 1990 gminę zamieszkiwało 395 osób, a gęstość zaludnienia wynosiła 62 osób/km² (wśród 2290 gmin Akwitanii Casseuil plasuje się na 796. miejscu pod względem liczby ludności, natomiast pod względem powierzchni na miejscu 1331.).